# نوريس برادبيري
نوريس إدوارد برادبيري (بالإنجليزية: Norris Bradbury)‏ (30 أيار 1909 – 20 آب 1997)، فيزيائي أمريكي، خدم كمدير لمختبر لوس ألاموس الوطني لمدة 25 عاماً من 1945 حتى 1970. خلف روبرت أوبنهايمر، الذي اختاره شخصياً لشغل منصب المدير بعد أن عمل معه عن كثب في مشروع مانهاتن أثناء الحرب العالمية الثانية. كان برادبيري مسؤولاً عن التجميع النهائي لاختبار ترينيتي.
تسلم برادبيري زمام الأمور في لوس ألاموس في وقت صعب. فقد كان الموظفون يغادرون جماعات والظروف المعيشية سيئة، وكان هناك احتمال لإغلاق المختبر. استطاع برادبيري اقناع عدد كافٍ من الموظفين بالبقاء، واستطاع اقناع جامعة كاليفورنيا تجديد عقد إدارة المختبر. دفع نحو التطوير المستمر للأسلحة النووية ونقلها من المختبر إلى نماذج إنتاجية. جعلت العديد من التحسينات التي تم تطبيقها هذه الأسلحة أكثر أماناً وموثوقية وتخزينها والتعامل معها أسهل. كما أصبح استخدامها أكثر فعالية.
في الخمسينيات، أشرف برادبيري على تطوير القنابل الهيدروجينية على الرغم من خلافه مع إدوارد تيلر على أولويات عمليات التطوير التي يقودانها إلى أن ذلك قاد لإنشاء مختبر لورانس ليفرمور الوطني. في سنوات لاحقة، أنشأ منشأة لوس ألاموس لفيزياء ميسون لتطوير دور المختبر في العلوم النووية؛ أثناء سباق الفضاء خلال عقد الستينيات، طوّر المختبر المحرك النووي للمركبة الفضائية. سمي متحف برادبيري للعلوم على اسمه تكريماً.

## وصلات خارجية
- 1985 Audio Interview with Norris Bradbury by Martin Sherwin Voices of the Manhattan Project
- "Interview with Norris Bradbury, 1986 [1]". WGBH Educational Foundation. مؤرشف من الأصل في 2016-03-04. اطلع عليه بتاريخ 2014-02-26.
- "Interview with Norris Bradbury, 1986 [2]". WGBH Educational Foundation. مؤرشف من الأصل في 2016-03-04. اطلع عليه بتاريخ 2014-02-26.

| مناصب حكومية         | مناصب حكومية                           | مناصب حكومية      |
| -------------------- | -------------------------------------- | ----------------- |
| سبقه روبرت أوبنهايمر | مدير مختبر لوس ألاموس الوطني 1945–1970 | تبعه هارولد اجنيو |